# 散兵镇
散兵镇，是中华人民共和国安徽省合肥市巢湖市下辖的一个乡镇级行政单位。

## 行政区划
散兵镇下辖以下地区：
散兵社区、高林社区、莲塘村、佛岭村、项山村、大岭村、后洞村、姥山村和隆泉村。